# Prasiola stipitata
Espèce
Prasiola stipitata est une espèce de petites algues vertes de la famille des Prasiolaceae. Cette espèce a été observée en Islande, aux îles Féroé, sur les côtes atlantiques d'Amérique du Nord et d'Europe ainsi que sur les côtes d'Australie et de Nouvelle-Zélande. Elle se rencontre généralement dans des habitats froids et riches en nutriments.

## Répartition
Sa distribution est vaste et quelque peu erratique. Elle a été principalement recensée dans les régions tempérées froides des deux hémisphères, comme par exemple en Islande, aux îles Féroé, sur les côtes atlantiques de l'Amérique du Nord et de l'Europe, dont la Grande-Bretagne et l'Irlande, ainsi qu'en Australie et en Nouvelle-Zélande,. Cette espèce a également été observée dans l'hémisphère Sud, aux îles Auckland et Campbell.

## Habitat
P. stipitata se développe dans les habitats riches en nutriments et se trouve donc souvent dans la zone d'embruns des rivages fréquentés par les oiseaux marins,.

## Description
Cette algue ne mesure pas plus d'un centimètre de long et est en forme d'éventail avec un stipe distinct. La fronde végétative est monostromatique. Les cellules de la lame sont disposées en paquets de quatre ou plus. Les frondes sont de couleur vert foncé,.

## Reproduction
Les deux modes de reproduction, sexuée et asexuée, ont été observées chez cette espèce.

## Systématique
Le nom correct complet (avec auteur) de ce taxon est Prasiola stipitata Suhr (d) ex Jess. (d), 1848,.
Prasiola stipitata a pour synonyme :
- Prasiola cornucopiae J.Agardh, 1883

### Publication originale
- (la) Carolus Fridericus Guilielmus Jessen, Prasiolae generis algarum monographia. Dissertatio inauguralis botanica, Munich, Bayerische Staatsbibliothek, 1848, 20 p. (lire en ligne), p. 16.